# Oreodera paulista
Oreodera paulista är en skalbaggsart som beskrevs av Friedrich F. Tippmann 1953. Oreodera paulista ingår i släktet Oreodera och familjen långhorningar. Inga underarter finns listade i Catalogue of Life.

## Bildgalleri

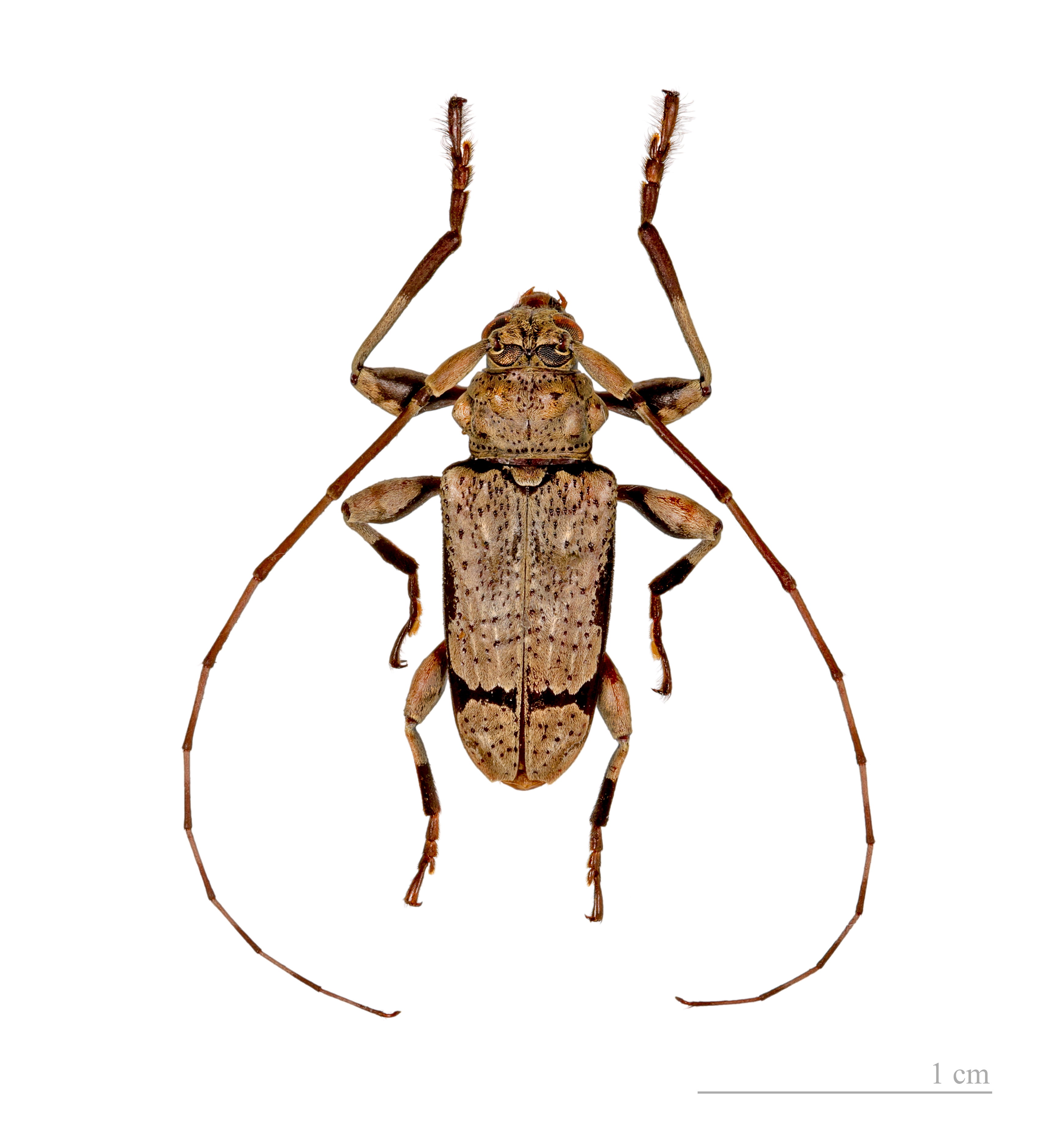